# (19992) Schönbein
(19992) Schonbein, désignation internationale (19992) Schönbein, est un astéroïde de la ceinture principale.

## Description
(19992) Schonbein est un astéroïde de la ceinture principale. Il fut découvert le 10 octobre 1990 à Tautenburg par Freimut Börngen et Lutz Dieter Schmadel. Il présente une orbite caractérisée par un demi-grand axe de 2,72 UA, une excentricité de 0,14 et une inclinaison de 7,2° par rapport à l'écliptique.

## Compléments